# Erdwerk von Hadersbach
Das 1982 beim Kiesabbau entdeckte Erdwerk von Hadersbach bei Hadersbach, Stadt Geiselhöring in Bayern, ist die Anlage mit der bislang größten Innenfläche eines Erdwerks der Chamer Kultur. Das Areal von etwa 32.000 m² war durch eine Grabenanlage und natürliche Annäherungshindernisse geschützt. Die vom Bayerischen Landesamt für Denkmalpflege untersuchte Fundstelle liegt exponiert auf einem spornartigen Plateau am rechten Ufer der kleinen Laber. Neben den chamzeitlichen Befunden konnten bandkeramische Befunde, zwei mittelneolithische Gräber sowie urnenfelderzeitliche Befunde untersucht werden. Insgesamt liegen für Hadersbach 228 Befunde vor, allerdings keine C14-Daten. 

## Die Grabenanlage
Auf einer Länge von 114 m konnte ein Sohlgraben, der durch eine 8 m breite Erdbrücke in einen geraden und einen bogenförmigen Abschnitt unterteilt war, nachgewiesen werden. Er hatte eine maximale Breite von sechs Metern und eine Tiefe bis zu 1,5 m. Die Grabensohle war von sterilem, eingeschwemmtem Material bedeckt. Der Graben selbst hat eine homogene, fundführende Verfüllung. In einigen Grabensegmenten ließ sich eine zweite, obere Fundschicht erkennen. Im Bereich der Grabenköpfe lag Brandschutt unterhalb der Fundschicht. In der Füllschicht wurde zerscherbte Keramik gefunden, die auf eine einphasige Nutzung der Anlage deutet. Die restlichen Funde bestanden aus verkohlten Hölzern, Reibsteinfragmenten, Steingeräten, Knochen und einige Spinnwirteln. Der mit den Befunden in Dobl, Galgenberg, Piesenkofen und Riekofen korrespondierende Befund deutet auf eine intentionelle Verfüllung des Grabens. 

## Die Toreinbauten
Parallel zum gerade verlaufenden Graben wurde auf etwa 20 Meter Länge ein schmales, als Palisade gedeutetes Fundamentgräbchen erkannt. Im Bereich der Erdbrücke stießen darauf zwei schmälere, zwei Meter lange Gräbchen, die rechtwinklig zur Palisade eine Art Torgasse bildeten. Ähnliche Befunde liegen von den Fundstellen Riekofen, Ldkr. Regensburg, und Steinkirchen-Steinfürth, Lkr. Deggendorf, vor. Parallel zum Graben verlaufende Palisaden sind auch aus Erdwerken der Michelsberger und der Altheimer Kultur belegt. Weitere Pfostenlöcher im Bereich der Erdbrücke, die auch einige andere Erdwerke der Chamer Kultur aufwiesen, ließen in ihrer Anordnung keine Regelmäßigkeit erkennen. Da bislang kaum interpretierbare Bebauungen von Erdbrücken in neolithischen Erdwerken auftraten, ist beim derzeitigen Forschungsstand eine Interpretation nicht möglich. 

## Die Keramik

### Formen
In Hadersbach wurden annähernd 236 kg Keramik geborgen, wovon etwa 193 kg aus dem Graben stammen. Das Material ließ sich weder stratigraphisch noch typologisch gliedern. Die größte Menge stellen Töpfe dar, gefolgt von Schüsseln und Schalen. Bei diesen Gefäßarten dominieren Knickwandgefäße. Becher und Miniaturgefäße sowie konische und kalottenförmige Formen ergänzen das Spektrum. Die für die Chamer Kultur typischen, zumeist unverzierten zylindrischen und konischen bombastischen Spinnwirtel sind ebenfalls vertreten.

### Verzierungen
In Hadersbach gefundene Gegenstände weisen ein großes Repertoire an Verzierungsarten und Motiven auf. Es finden sich sowohl glatte, als auch mit Kerben, Formstichen und Fingereindrücken verzierte Leisten. Schwach ausgebildete dünne Leisten wurden häufig aus dem Gefäß heraus modelliert und anschließend gekerbt. Unverzierte sind hingegen vorwiegend aufgesetzt und geglättet. Netzartige Kombinationen glatter Leisten, die die Oberfläche überziehen sind selten. Eine Anzahl Scherben hat waagrechte Schnureindrücke, an denen senkrechte Fransen, gefüllte Dreiecke oder schräge Linien hängen. Furchenstiche, in denen die Reste einer weißen Inkrustation bestimmt wurden, wiesen nur zwei Scherben auf. Bei der vor allem auf schlauchförmigen Töpfe oder große Vorratsgefäßen auftretenden Gefäßaufrauhung, wurden Besenstich, Mattenabdruck und Schlickrauhung angetroffen. Die geglättete Halszone wird durch Knubben, Kurzleisten, Fingereindrücke oder waagrechte Ritzlinien vom aufgerauten Bereich abgesetzt. Selten kommt auch eine Randverzierung aus schrägen oder geraden Einkerbungen vor.
Dekore kommen bei den einfachen Töpfen nicht vor. Bei Knickwandtöpfen finden sich zumeist im Bereich des Umbruchs einfache Formstich- oder Knubbenreihen, bzw. Kombinationen aus diesen. Bei den schlauchförmigen Töpfen dominieren im oberen Drittel des Gefäßes verzierte oder glatte Kurzleisten. Bei zwei Gefäßen konnte eine Rauung im unteren Teil festgestellt werden. Eine Formstichreihe in Verbindung mit Knubben oder Ösen kommt auch bei den s-förmig profilierten Töpfen vor.
An den Schüsseln wurde eine reichere Dekoration festgestellt. Am Umbruch bildet eine einfache waagrechte Reihe primär aus der Kombination von Formstichreihe oder Kerbleiste mit Knubben oder Linsenpaaren das Dekor. Im Randbereich oder oberhalb des Umbruches finden sich geritzte Zickzacklinien, häufig mit Formstichen gefüllt.
Schalen sind hauptsächlich am gesamten Oberteil mit einer Ritzverzierung überzogen. Sie besteht aus der Verknüpfung von Zickzackmustern mit unterhalb anschließenden horizontalen Ritzlinien, Rillen oder Leisten.

## Kulturelle Einordnung

### Keramik
Die in Hadersbach dominieren Elemente wurden von I. Burger und I. Matuschik der jüngeren Periode der Chamer Kultur zugewiesen. Die Keramik zeigt Verzierungstechniken die bislang primär durch Riekofen eingeführt sind und das Material von der von H.-J. Hundt publizierten älteren Chamer Kultur, deutlich absetzen. Formen und Ziermotive haben primär Parallelen in Riekofen. Mit der Anlage von Dobl verbindet Hadersbach die Existenz von Kurzleisten, einreihigen Leisten und die Kreuzschraffur. Die von I. Burger als Element der jüngeren Chamer Kultur herausgestellten Kreuzfußschalen, treten in Hadersbach nicht auf. Die Keramik von Hadersbach und Riekofen weist überdies ein Gepräge auf, das eine Eingliederung in den Kontext der benachbarten Kulturgruppen nahelegt. Die enge Verbindung mit der westböhmischen Chamer Kultur zeigt sich deutlich. Eine Anzahl an Keramikformen, die in der bayerischen Donauregion bislang selten auftraten, kann in Westböhmen angezeigt werden. 

### Erdwerk
Aufgrund ihrer Größe nehmen die Erdwerke von Hadersbach (über drei Hektar) und Riekofen (geschätzt ein Hektar) eine Sonderstellung ein. I. Matuschik hält die großen Erdwerke für jünger als die kleineren. Vielleicht als Folge einer Beeinflussung durch die Kulturen von Bernburg, Jevisovice, Rivnac und Wartberg, in denen große Grabenanlagen häufig sind. B. Engelhardt schlägt eine soziostrukturelle Deutung großer Anlagen mit politischer Mittelpunktsfunktion vor. Die Ausgrabungsfläche erfasste nur einen begrenzten Abschnitt des Innenraums und erlaubt keine sicheren Rückschlüsse auf eine Besiedlung. Hausgrundrisse sind in Hadersbach nicht festgestellt worden.